# Zabukovica
Zabukovica este o localitate din comuna Žalec, Slovenia, cu o populație de 931 de locuitori.